# とんずらごはん
『とんずらごはん』は、義元ゆういちによる日本の漫画作品。ウェブコミック配信サイト『マンガボックス』にて、2018年9月26日から2019年9月25日まで連載された。作中で主人公達が訪れた店などは実在するもので、作中に店舗紹介が描かれている。ただし、第5話の店は殺人事件にかかわるものなので、架空のものであることが、作者のツイッターで明かされている。

## ストーリー
日本有数の名家の令嬢である大学生の小波沙羅は、代議士の息子との婚約が決まり、順風満帆な日々を送っていた。しかし、その婚約者は何者かによって殺害されてしまう。さらに、凶器から沙羅の指紋が出たことから、身に覚えのない婚約者殺害の容疑をかけられてしまう。すると、何者かから警察が来る前に逃げるようにと電話がかかる。電話の声に従って逃走したため、釈明の余地なく全国指名手配の逃亡犯に転落した沙羅だったが、逃走の最中、成り行きでラーメン屋に入ったのがきっかけで食べ歩きに目覚めてしまう。以降、沙羅を追う神奈川県警から逃げながら、沙羅は各地のご当地グルメを求めて駆け回るようになる。

## 登場人物

### 主要人物
小波 沙羅（こなみ さら）
本作の主人公。21歳。白櫻女子大学3回生。日本有数の名家小波家の令嬢。趣味は乗馬とロードバイク。
婚約者との婚約が決まっていたが、突然その婚約者が何者かに殺害され、警察の調査で、凶器から自身の指紋が出たため犯人と断定されてしまう。警察が来る前に匿名の電話で逃げるよう指示され、それに従い逃走を図るがその結果、全国指名手配されてしまう。逃走の最中、成り行きで入ったラーメン屋で担々麺を食べたのをきっかけに、自分の知らない未知の味が沢山ある事を知る。以降逃走の最中、全国各地の美味しいB級グルメを求めて食べ歩くようになり、食い倒れとして目覚めてしまう。どんな時であっても、食べる事だけは忘れない。そのため、警察や一部マスコミからは「逃亡中にもかかわらず、幸せそうに飯を食ってるいかれた女」と呼ばれている。
服装は、最初はワンピースを着ていたが、逃走生活を始めてからはショートパンツに薄手のジャンパーと帽子という、ラフな格好をしている。
当初は虫も殺せぬ様なお嬢様だったが、逃走の足欲しさに放置自転車の鍵を壊して盗んだり、自身のカバンを引ったくった犯人を追いかけ、飛び掛かって奪い返したり、自身と接触事故を起こしたトラックの運転手を強請って逃亡に協力させたりと、段々と大胆な行動をとる様になる。
男性でも食べ残す程の、大盛海鮮丼を平気で平らげており、見た目によらず大食漢。
今回の事件を政界等の大物が絡んでいると勝手にイメージしたりと、物事をかなり大げさに想像する妄想癖の気がある。
作中で旅館の息子、寅彦と知り合い、彼の勧めで短期間住み込みで働いており、その間は眼鏡を掛け、大森舞（おおもり まい）という偽名を名乗っていた。
逃亡の最中、300万円の特別報奨金がかけられた。
単行本3巻終盤で動きを読まれ、大阪府鶴橋で逮捕され、横浜みなと署内の留置所に拘留される。留置番号は250。
御厨 誠（みくりや まこと）
沙羅の婚約者で代議士の息子。25歳。作中では第1話時点で、すでに故人。趣味はおかし作り。
沙羅と婚約が決まっていたが、何者かによって殺害されてしまい、凶器の包丁から沙羅の指紋が出た為、沙羅が犯人として疑われる原因となる。
代議士の父の秘書を務めており、行く行くは地盤を継ぐ予定だった。
御厨 真菜（みくりや まな）
誠の妹の中学生。誠の勧めで沙羅から高校受験のための家庭教師を受けていたが、沙羅曰く、する必要が無い位に成績は優秀とのこと。
クールな性格で、沙羅からも喜怒哀楽がわからず、掴みどころがない人物と称している。
実は沙羅が誠に差し入れしたバームクーヘンは、彼女からの勧めで沙羅が買ったものであり、事件を調べる猪口を陰で監視し、沙羅に逃げるように指示した電話も彼女が友人にかけさせたものであったりと、作中で時折怪しい行動をとっている。
沙羅の事をお義姉様と呼んでいる。
沙羅同様、食レポをするキャラの一人。

### 横浜みなと署
事件の捜査本部が置かれている警察署。モデルは横浜港警察署と思われる。

#### 刑事課
袴田 太郎（はかまだ たろう）
刑事課の刑事で階級は警部補。
沙羅の行方を追っている刑事。普段は標準語だが、興奮すると何故かオネエ口調になる。
猪口 藤太（いのぐち とうた）
刑事課の刑事で階級は巡査部長。袴田の部下。
袴田と共に沙羅を追っているが、犯行動機が不明な点や、冤罪の可能性を視野に入れている等、事件には疑問を抱いている。
沙羅同様、食べ歩きが好きなグルメでもあり、作中で食レポをするキャラの一人。
柳葉 優（やなぎば すぐる）
神奈川県警本部長。端から沙羅を犯人だと決めつけており、逃亡を続ける沙羅逮捕の為、彼女に特別報奨金300万円をかけた。

#### 留置所
大阪で逮捕された沙羅が勾留されていた、警察署内の留置施設。
女性警察官（名前不明）
留置所係りの女性警察官。複数人登場し、沙羅達、勾留中の被疑者の監視等をしている。
沙羅達被疑者に対しては、少々高圧的な態度でいる。

##### 被疑者
沙羅と同時期に、様々な罪状で逮捕・勾留されていた被疑者達。沙羅と下記の3人以外にも、夫を刺して殺人未遂で捕まった女性など、複数人が勾留されていた。
ナレーション曰く、3人共刑に服し、後に更生したらしい。
木村 英美（きむら ひでみ）
留置番号231。窃盗犯。お団子ヘアの小太りな女性。前科ありで、以前にも別の場所で捕まったことがある模様。
市川 奈緒（いちかわ なお）
留置番号242。傷害罪。ヤンキー風の女性。仙台出身で、仙台発祥（諸説あり）であるが故に、冷やし中華に対しは非常に強いこだわりを持っている。
水野 椎菜（みずの しいな）
留置番号247。覚せい剤取締法違反で捕まった若い女性。栃木県宇都宮出身。

### 小波家
小波 穣（こなみ みのる）
沙羅の父で小波グループの現会長。作中では表立って出てこず、セリフ等も一切無かった。
沙羅の母（本名不明）
沙羅の母親。沙羅が指名手配された一件のショックで寝込んでしまい、心配のあまり食事もろくに口にしないでいる。
作中では何故か、一貫して顔の目元辺りがはっきり描かれていない。
若菜（わかな）
小波家のメイド。目元の泣きぼくろが特徴。沙羅の母の身の回りの世話をしているが、食事を摂らない彼女に手を焼いている。
甘いのものが苦手。
ばあや（本名不明）
沙羅が幼少の頃に、小波家で働いていた家政婦の老女。沙羅とれんげの会話から、現在は屋敷にはいない模様。

### 協力者
田鍋 ほのか（たなべ ほのか）
真菜のクラスメイトで、ボーイッシュ風な少女。体育会系で、渋い声をしている。同性ながらも、真菜に好意を抱いている。
実は沙羅が逃亡をするきっかけとなった、電話の声の主。当初は真菜に頼まれて、いたずら電話をかけたつもりでいたが、テレビで事件の報道を見たことで事実を知る。
知らず知らずの内に共犯者にされてしまうが、元々彼女に好意を抱いていた事もあり、そのまま協力者となり、自ら彼女の召使（サーヴェント）を自称するようになる。
八屋 寅彦（はちや とらひこ）
温泉旅館 汐華荘の一人息子。旅館の跡取りだと言われているが、本人はあまり乗り気ではない。ひょんなことから沙羅と知り合い、自身の旅館での住み込みの仕事を紹介した。その後、沙羅の正体を知るも、彼女の無実を信じて警察が来る前に働いた分の給与（多めに）を渡し、彼女を逃がした。
その後、雑誌の取材に対しても、彼女の潔白を信じてると答えた。
御山れんげ（みやま れんげ）
沙羅が逃亡中に出会った高校2年生の少女。長距離バスで沙羅と出会い、一緒にサービスエリアで買い食いをした事で意気投合する。
実は家出中の、柳葉の義理の娘。寅彦同様、沙羅の無実を実感し、逃走の手助けをする。

### その他
御厨 裕（みくりや ゆたか）
御厨誠・真菜の父親で衆議院議員。
れんげの母
れんげの母親で、柳葉 優と再婚した。

## 用語
小波家
沙羅の実家。江戸時代から続く商家であり、日本有数の名家と言われている。
開國館（かいこくかん）
沙羅がバームクーヘンを買った洋菓子店。上記通り、実在しない架空の店。
汐華荘（しおばなそう）
寅彦の実家で、沙羅が一時期、住み込みで働いていた温泉旅館。戒國舘と同様、実在しない架空の施設。

## 備考
終盤で事件の真犯人こそは明かされたが、明確な真相などは描かれず、未完に近い状態で終わってしまった（実質打ち切り状態）。

## 評価
産経新聞社編集委員の阿比留瑠比は、自身のTwitterで「荒唐無稽な設定のようで『とんずらごはん』はいい」「面白い。脇役もいい」と本作を絶賛したうえ、「楽しみにしていたのに電子書籍だけとは。これはなかなかよくできた作品だったのに打ち切りとは、どうしてだろう」と単行本第4巻が電子書籍のみで刊行されたことと、本作の終了を惜しんだ。

## 書誌情報
- 義元ゆういち『とんずらごはん』講談社〈KCデラックス〉、全4巻（最終巻のみ、電子書籍のみの配信）
  1. 2019年1月9日発売[3]、ISBN 978-4-06-514629-3
  2. 2019年4月9日発売[4]、ISBN 978-4-06-515321-5
  3. 2019年8月9日発売[5]、ISBN 978-4-06-516826-4
  4. 2019年11月8日発売[6]